# チュスト
チュスト（ウズベク語: Chust, Чуст、ロシア語: Чуст）はウズベキスタン・ナマンガン州の都市である。州都ナマンガンより約50km西にある。推定人口7万人。チャトカル山脈南麓、フェルガナ盆地の中にあり、南方15kmにはシルダリヤ川が流れる。

## 概要
ソビエト連邦統治下の1969年に設立された。主な産業は綿車による綿の制作と中世からの伝統工芸であり、ウズベキスタンの民族衣装であるテュベテイカ (Tyubeteyka, 別名：ドゥッピ、ウズベク語: Do'ppi, Дўппи) と呼ばれる帽子 やナイフなどの制作を行なっている。ナイフ制作は国の文化遺産にも指定されており、国際展示会でも高く評価されている。

## 教育機関
- チュスト・カレッジ (教育学部、薬学部、農学部、経済学部)

## 出身人物
- ムハンマドシャリーフ・スフィゾダ（ウズベク語版） (1869-1937) - 詩人、教育者、ジャディード運動を展開
- サティム・ウルグゾダ（ウクライナ語版） (1911-1997) - 作家、ソビエト連邦崩壊後はタジキスタン国籍
- アリシェル・ウスマノフ (1953- ) - ガスプロム総取締役、現在はロシア国籍[9]

## スポーツ
サッカーのウズベク・リーグ2部にFCチュスト・パフタコールが所属している。